# Institut pro památky a kulturu
Institut pro památky a kulturu, o.p.s. je neziskovou organizací, která se věnuje popularizaci, vzdělávání a publikační činnosti v oblasti architektury, ochrany památek a jejich revitalizaci.

## Historie
Institut založil v roce 2007 Aleš Kozák, který za účelem koordinace činnosti zvolil právní formu obecně prospěšné společnosti. Tým organizace od roku 2012 organizuje také projekt MÁME VYBRÁNO, který mapuje kromě jiného mapuje veškeré sbírky na záchranu památek, jako je například dům Libušín na Pustevnách, nebo letadlo Tomáše Bati.

## Aktivity
Společnost pořádá od roku 2008 konferenci PROPAMÁTKY, která se věnuje pravidelně každý podzim obnově a využívání historických staveb (např. molinologie, konverze kin a kulturních center). V roce 2024 byla konference pořádána v obnovených Automatických mlýnech v Pardubicích. Institut se také věnuje poradenství nejen komunálním politikům nebo úředníkům, ale také majitelům památek, zejména v oblasti prezentace, ochrany nebo také financování památek.
Předmětem činnosti v rámci osvěty je také tematický čtvrtletník PROPAMÁTKY, který publikuje rozhovory, články a odborné či popularizační texty z oblasti záchrany památek.